# Halfensbüchel
Halfensbüchel ist ein Ortsteil von Overath im Rheinisch-Bergischen Kreis in Nordrhein-Westfalen, Deutschland.

## Lage und Beschreibung
Halfensbüchel ist ein kleiner, landwirtschaftlich geprägter Weiler oberhalb des Aggertals. Er ist am besten über die Bundesstraße 484 (hier Siegburger Straße genannt) und Brambach zu erreichen. Kern der Ortschaft bilden ein Pferdehof und ein Anwesen der Stiftung Franz Schulte-Hordelhoff für erholungsbedürftige Wattenscheider Bürger.

## Geschichte
Die Topographia Ducatus Montani des Erich Philipp Ploennies, Blatt Amt Steinbach, belegt, dass der Wohnplatz bereits 1715 eine Hofstelle besaß, die als Freihof ausgezeichnet und als Böggel beschriftet ist. Der Ort war zu dieser Zeit Teil der Honschaft Heiliger im Kirchspiel Overath.
Der Ort ist auf der Topographischen Aufnahme der Rheinlande von 1817 als Büchel verzeichnet. Die Preußische Uraufnahme von 1845 zeigt den Wohnplatz unter dem Namen Buechel. Ab der Preußischen Neuaufnahme von 1892 ist der Ort auf Messtischblättern regelmäßig als Halfensbüchel verzeichnet.
Nach dem Zusammenbruch der napoleonischen Administration und deren Ablösung gehörte Büchel zur Bürgermeisterei Overath im Kreis Mülheim am Rhein. Da es 1822 drei Höfe namens Büchel in der Bürgermeisterei gab, betrug die Anzahl der Einwohner entweder 13, 24 oder 28.  Auch für das Jahr 1830 werden für die nicht näher spezifizierten Orte 15, 29 und 34 Einwohner angegeben, wobei unklar bleibt welche Einwohnerzahl zu diesem Büchel gehört.
Der 1845 laut der Uebersicht des Regierungs-Bezirks Cöln als Pachtgut kategorisierte Ort besaß zu dieser Zeit ein Wohngebäude mit 14 Einwohnern, alle katholischen Bekenntnisses. Die Gemeinde- und Gutbezirksstatistik der Rheinprovinz führt Halfensbüchel 1871 mit einem Wohnhaus und sechs Einwohnern auf. Im Gemeindelexikon für die Provinz Rheinland von 1888 werden für Halfensbüchel ein Wohnhaus mit acht Einwohnern angegeben. 1895 besitzt der Ort ein Wohnhaus mit 18 Einwohnern, 1905 werden ein Wohnhaus und elf Einwohner angegeben.

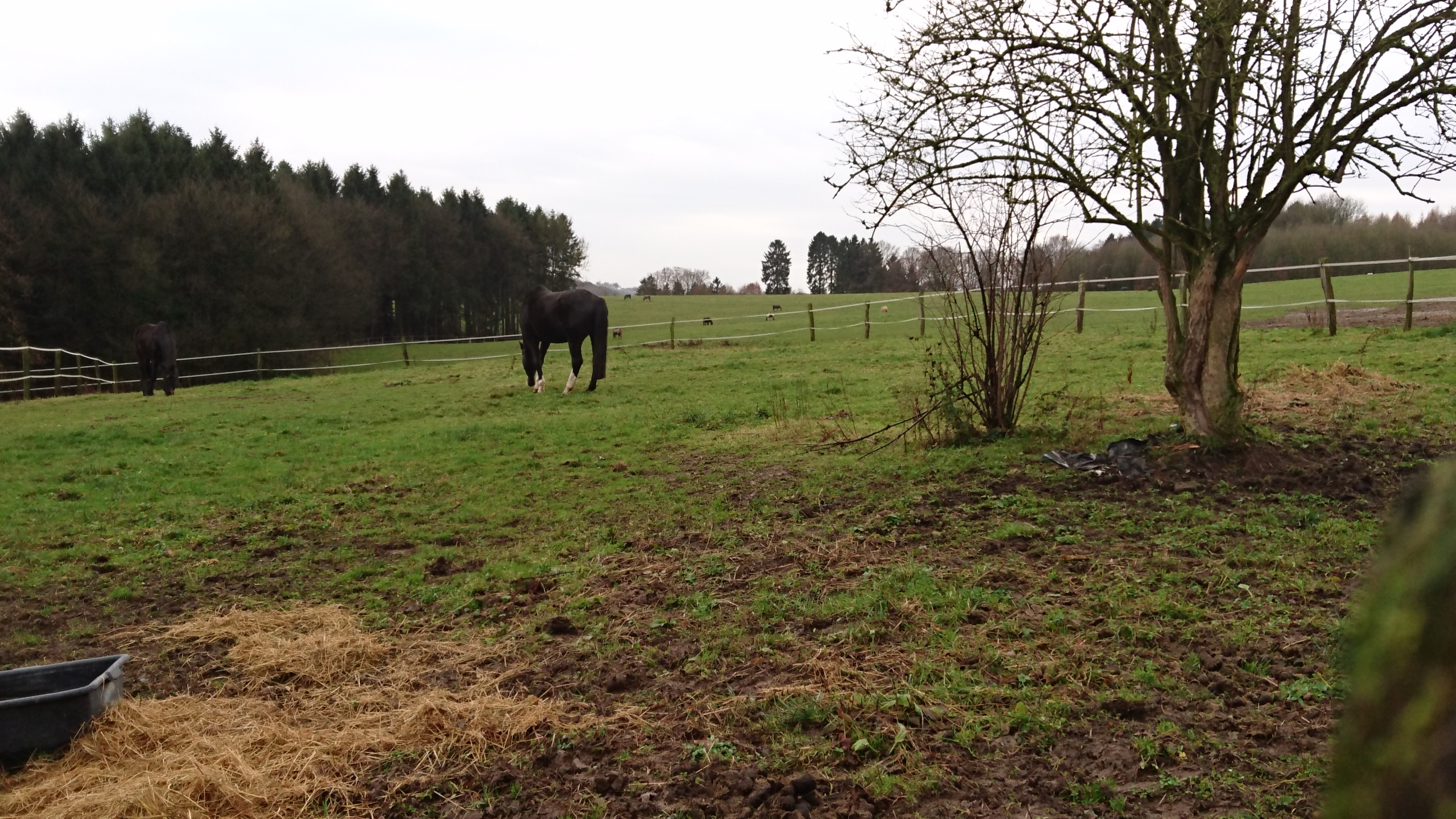
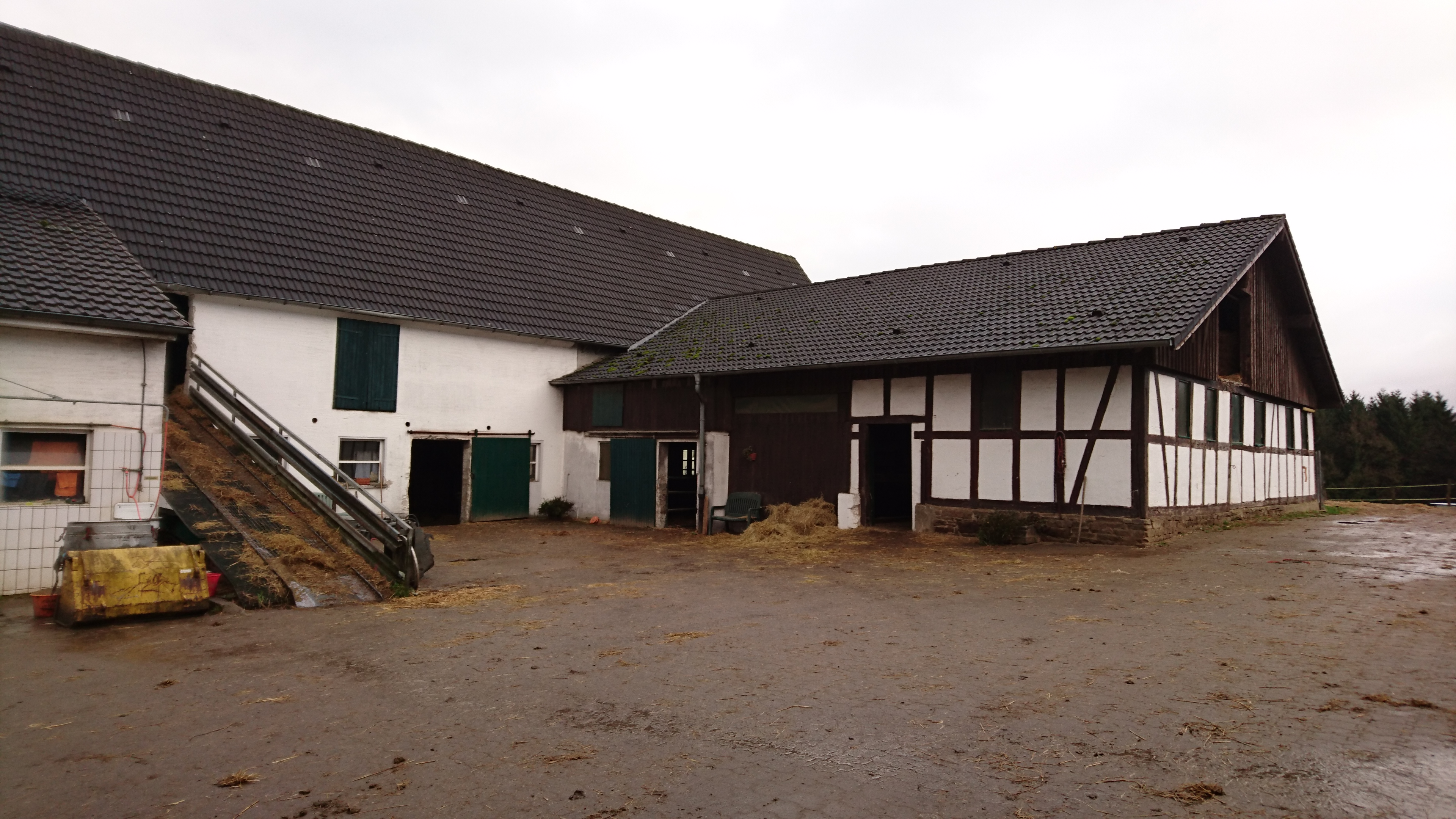
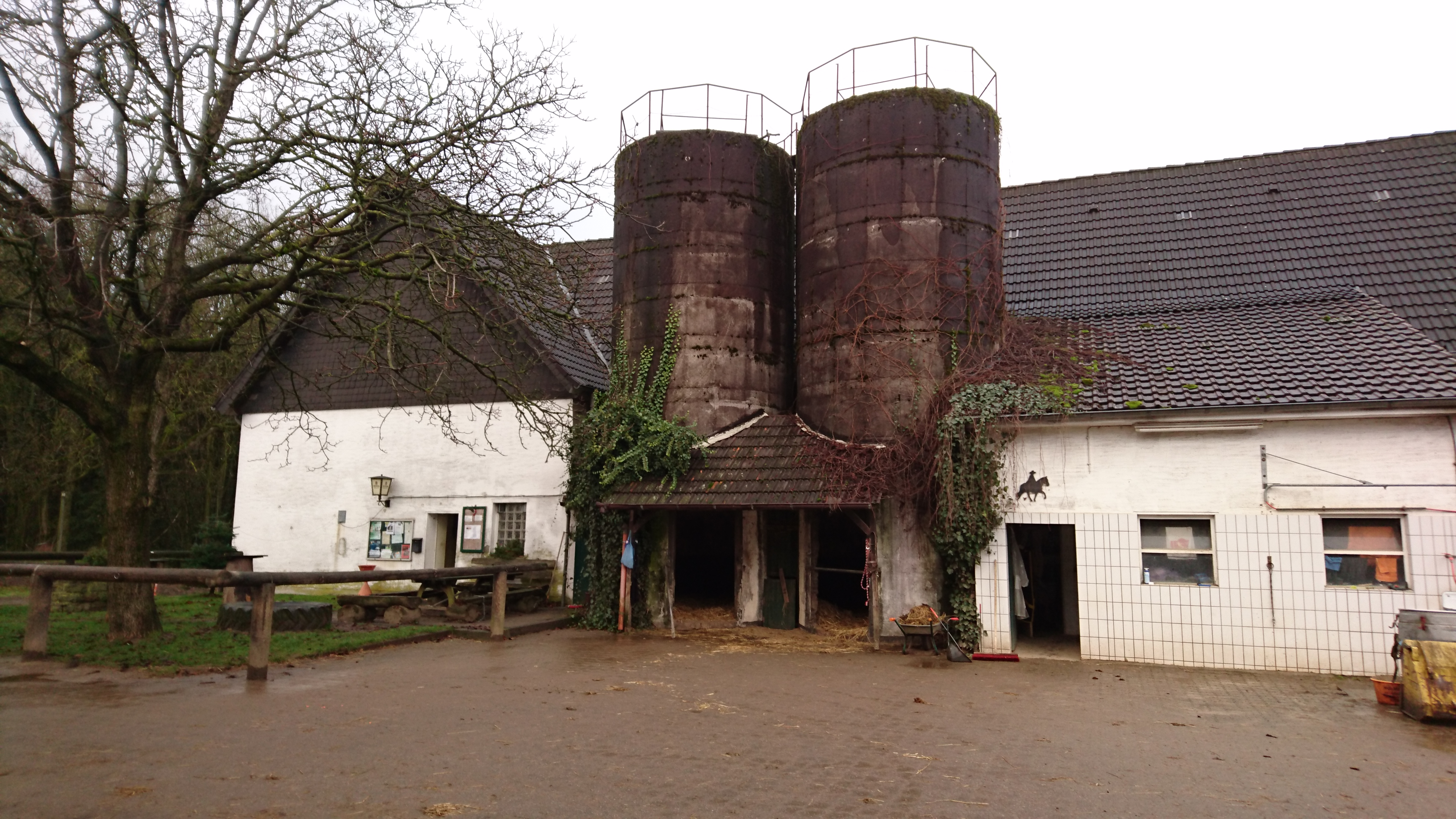
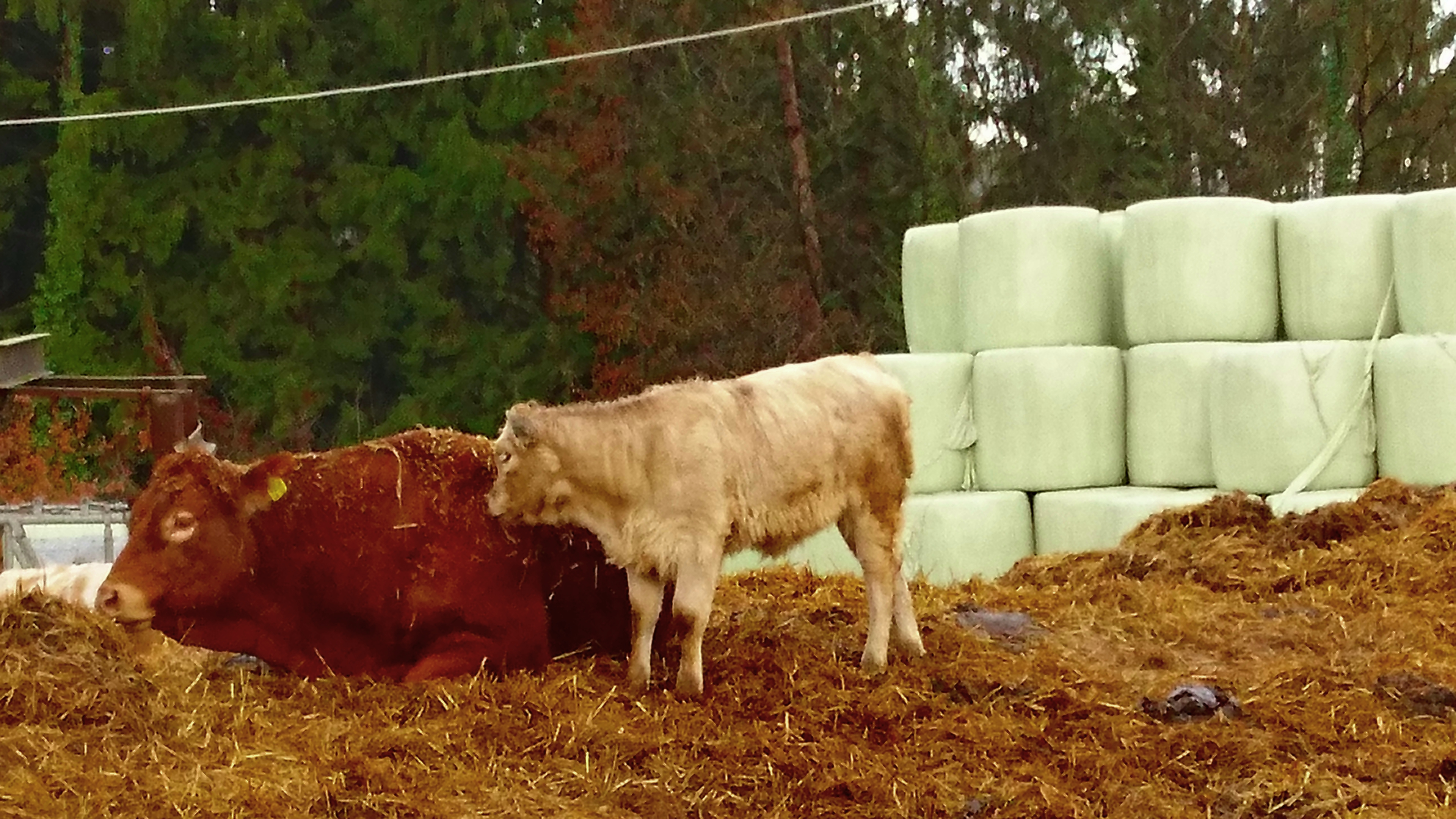